# Chrząszcz
Chrząszcz (« Le coléoptère ») est un poème polonais célèbre écrit par Jan Brzechwa. Il est connu comme un des textes les plus difficiles à prononcer de la littérature polonaise et peut poser des difficultés même pour des adultes de langue maternelle polonaise.
Le premier vers, « W Szczebrzeszynie chrząszcz brzmi w trzcinie » (« À Szczebrzeszyn, un coléoptère chante sur un roseau »), est une difficulté linguistique polonaise très connue.

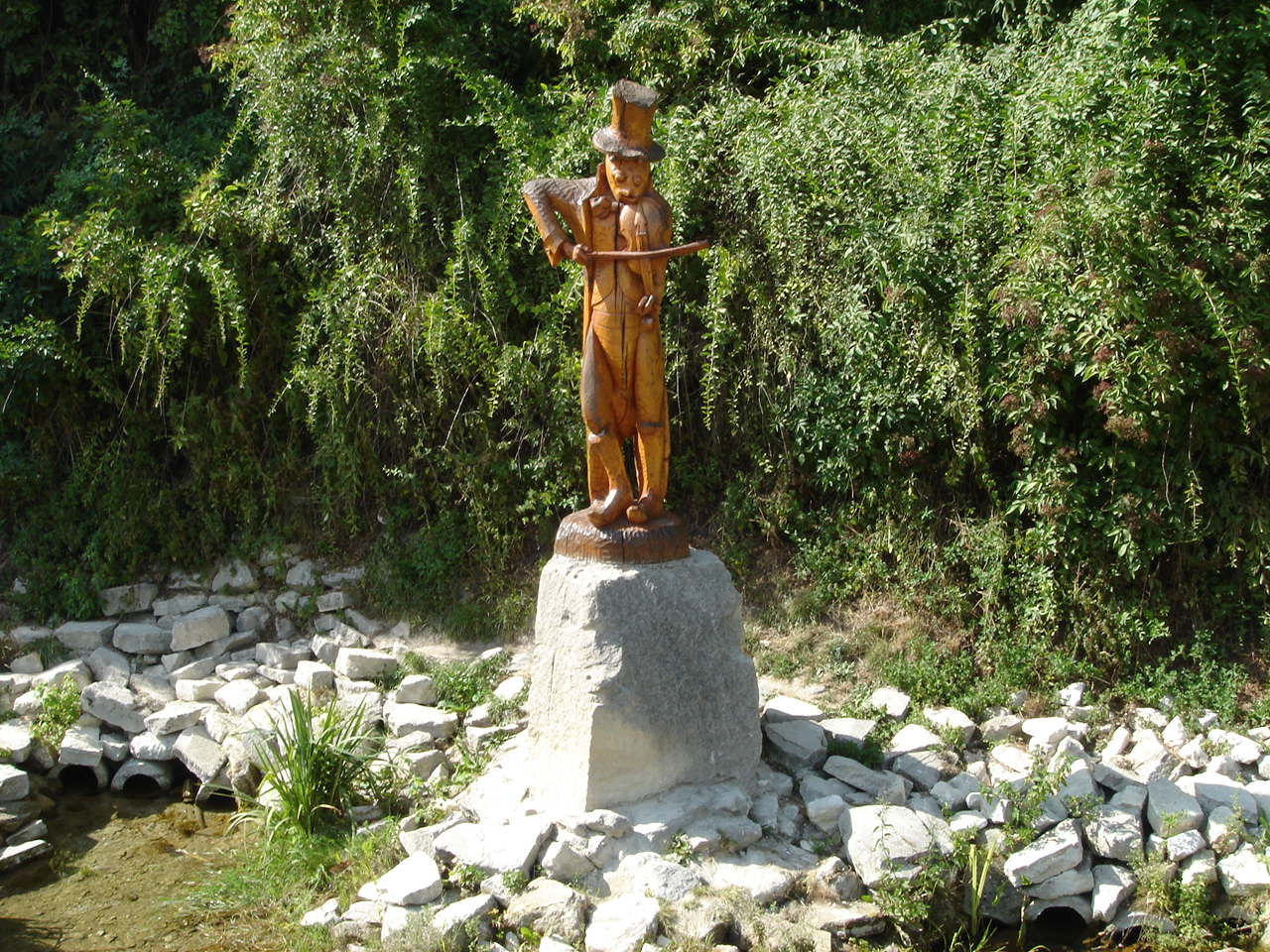
Monument en l’honneur du poème

Grâce au poème, la ville de Szczebrzeszyn est très connue en Pologne. Un monument a été érigé en l'honneur du grillon en 2002 et un festival de sculpture s'y tient annuellement. 
| Début de l'original polonais | Prononciation selon l'alphabet phonétique international                                                                       | Traduction |
| --- | --- | --- |
| W Szczebrzeszynie chrząszcz brzmi w trzcinie I Szczebrzeszyn z tego słynie. Wół go pyta: „Panie chrząszczu, Po cóż pan tak brzęczy w gąszczu?“ | [fʂt͡ʂɛbʐɛʂɨɲɛ xʂɔɰ̃ʂt͡ʂ bʐmi ftʂt͡ɕiɲɛ] [iʂt͡ʂɛbʐɛʂɨn stɛɡɔ swɨɲɛ] [vuw ɡɔ pɨta paɲɛ xʂɔɰ̃ʂt͡ʂu] [pɔ t͡suʂ pan tak bʐɛnt͡ʂɨ vɡɔɰ̃ʂt͡ʂu] | À Szczebrzeszyn un scarabée susurre dans un roseau Et Szczebrzeszyn est célèbre à cause de cela Un bœuf lui demande : « Monsieur Scarabée, Pour quelle raison susurrez-vous ainsi dans les buissons ? » |